# Chiesa di Santa Chiara (Nardò)
La chiesa di Santa Chiara con l'attiguo Convento, la cui data di fondazione risale al XIII secolo, è un complesso monastico della città di Nardò in provincia di Lecce.

## Descrizione
L'attuale chiesa fu innalzata ex novo tra il XVII e il XVIII secolo, sotto la direzione del vescovo Orazio Fortunato. La facciata divisa in due ordini da un cornicione e terminante con un frontale curvo, presenta alcuni richiami classicistici (nicchie, cornici, modanature, frontone semicircolare) che la rendono dissimile dalle coeve esperienze realizzate in città.
L'interno è a navata unica, con tre cappelle poco profonde in ciascun lato, divise da paraste dipinte a marmi policromi. Le cappelle accolgono gli altari, riccamente decorati in stile barocco e adorni di pregevoli dipinti del XVII e del XVIII secolo. Essi sono dedicati a San Francesco d'Assisi, a San Michele Arcangelo, al Crocifisso, a San Francesco Saverio, a Santa Chiara, all'Immacolata e a Sant'Antonio da Padova. Un grande arco trionfale introduce al presbiterio rettangolare, sopraelevato di due gradini, in cui si ripete la decorazione della navata. Sia il presbiterio che la navata sono coperti da tele dipinte ad ornati, con pannello centrale a figure. Il pavimento è ad ottagoni di marmo bianco e grigio.
L'edificazione del Convento avvenne sui resti di una preesistente fortezza, di cui sono ancora visibili motivi di merlatura. Le successive esigenze di crescita della comunità resero necessari, nel corso del XVII secolo, alcuni lavori di ampliamento, durante i quali venne inglobata, all'interno del complesso, l'attigua chiesetta di San Giovanni Battista, il cui portale è ancora visibile lungo il perimetro del monastero. Il terremoto del 1743 causò gravi danni e i lavori di ristrutturazione si protrassero fino al terzo decennio del XVIII secolo. Di particolare rilievo artistico è, all'interno del convento, lo scalone che collega il pianterreno al primo piano del monastero, opera dell'architetto Ferdinando Sanfelice, attivo a Nardò nella prima metà del Settecento, in quanto il fratello Antonio è vescovo della diocesi neretina.
Le ammesse, all'interno delle mura, erano donne appartenenti alle nobili e facoltose famiglie della città e di Terra d'Otranto (Enghien, Del Balzo, Acquaviva, Caracciolo, Pignatelli, Guarini, Gallone, Castriota, ecc..).